# Lyrical Jazz
Lyrical Jazz é um estilo de dança que incorpora aspectos do balé, jazz e, dança moderna; o estilo combina a técnica do balé com a liberdade e a musicalidade do jazz e do contemporâneo. De acordo com Jennifer Fisher, a dança está associada a ênfase na exibição virtuosa, estratégias coreográficas de movimento rápido, ilustração de letras de músicas. O estilo geralmente é dançado em um ritmo mais rápido que o balé, mas não tão rápido quanto o jazz. Categoria normalmente encontrada em competições de dança.

## História
Há pouca documentação sobre as origens do lyrical jazz, provavelmente devido ao pequeno uso desse estilo fora das competição. Existem três histórias de origem popular sugeridas por especialistas em dança de competição: I) especulada por Jimmy Peters, é que o estilo evoluiu do "balé dos sonhos" em musicais como Oklahoma e West Side Story; II) Chelya Clawson, afirma que esse termo pode ser rastreado até a dança indiana tradicional do século XVI; III) a explicação mais plausível (pois só é usada em dança de competição), criada por Phyllis Balanga-Demoret, é que começou há cerca de 25 anos como resultado da incapacidade do balé de ser atrativo para competições. A dançarina e professora Suzi Taylor do Steps on Broadway em Nova York, é considerada como uma das mães da dança, tendo enfatizado uma marca única de musicalidade e expressividade que influenciou muitos futuros professores e coreógrafos.
Os estilos dentro da dança lírica mudaram ao longo do tempo. Nos estágios iniciais, um dançarino executava a letra de uma música, exibindo emoções. Hoje, a categoria lírica ainda enfatiza a exibição de emoção, mas de uma forma mais abstrata. A categoria lírica é um espaço de inovação e movimento estilizado associado à dança contemporânea . A dança lírica é executada com música com letras para inspirar movimentos para expressar fortes sentimentos e emoções que o coreógrafo sente a partir da letra da música escolhida. Como a dança lírica se concentra na expressão de emoções fortes, o estilo se concentra mais na abordagem individual e na expressividade do que na precisão dos movimentos do dançarino. Por causa disso, não há tanto foco na coreografia e, de fato, a coreografia muitas vezes existe apenas como um guia geral para o dançarino, não como uma rotina que deve ser seguida à risca.

## Estilo versus técnica
Por causa das ligações entre os estilos de dança, os professores originalmente lutavam para ensinar a dança lírica ao lado do jazz ou do balé ou como um estilo próprio e separado. A principal preocupação com a dança lírica é a distinção entre lírica como estilo e/ou técnica. Lyrical foi descrito como um "pseudo-estilo" ou um "pseu-dogenro" porque utiliza passos de outros estilos de danças já estabelecidos. Utiliza o treinamento as técnicas do jazz, balé e moderna como base para o movimento. Esses movimentos são alongados, retirados de seu centro e distorcidos para criar uma nova estética lírica. Embora anunciada por alguns estúdios como uma aula, a “técnica lírica” não existe tecnicamente. Um dançarino não pode ser proficiente em dança lírica sem conhecimento e domínio da técnica dos outros estilos.

## Uso na cultura popular
O lyrical jazz é um estilo de dança de competição e é usada apenas para descrever um estilo específico de dança no mundo da dança de competição. “Lyrical” é usado para descrever uma qualidade ou tipo de movimento em outras configurações de dança, mas não como um nome de estilo como Jazz ou Ballet. Houve apenas uma instância de lírico sendo usado em um ambiente profissional. Ocorreu na primeira temporada do show de dança americano So You Think You Can Dance. Os participantes deste reality show foram convidados a competir em vários estilos diferentes, como salão de baile, hip-hop, jazz e lírico. O termo lyrical foi substituído pelo termo contemporâneo na segunda temporada do show. Isso foi pensado para ter sido feito para legitimar profissionalmente este show. Apesar da mudança de nome, o tipo de danças executadas neste estilo permanecem muito semelhantes.